# Жозефина Лейхтенбергская
Жозефи́на (Иосифи́на) Максимилиа́на Евге́ния Наполеони́на (Наполео́на) Лейхтенбергская (14 марта 1807[…], Милан — 7 июня 1876[…], Королевский дворец в Стокгольме, Стокгольм) — жена Оскара I, короля Швеции и Норвегии. Известна как Королева Жозефина.

## Биография
Жозефина Лейхтенбергская родилась в Милане, Италия. Она была старшей дочерью Евгения Богарне, первого герцога Лейхтенбергского, и его жены, принцессы Августы Амалии Баварской. Её бабкой и тёзкой была Жозефина Таше де ля Пажери, первая жена императора Франции Наполеона I. Со временем в семье появилось ещё четыре дочери: Евгения, Теолинда, Амелия и Каролина, а также два брата: Август и Максимилиан. 27 декабря 1807 года император Наполеон дал Жозефине титул принцессы Болоньи, а 23 мая 1813 года она стала первой герцогиней Гальеры.
После падения французской империи семья переехала в Баварию, где королём тогда был дед Жозефины Максимилиан I Баварский. 14 ноября 1817 году он дал Евгению де Богарне титул Его Королевское Высочество герцог Лейхтенбергский и принц Айхштет, дети же получили  титул Их Светлости.

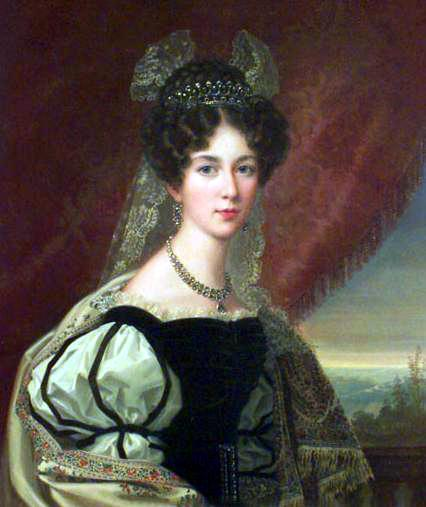
Жозефина Лейхтенбергская — кронпринцесса Шведская и Норвежская.

Когда принцессе исполнилось 16 лет, родители решили выдать её замуж за 23-летнего наследного принца Швеции Оскара Бернадота. Через свою мать Амалию она была наследницей шведской династии Ваза. Брак был заключён 22 марта 1823 года в Мюнхене. 19 июня в Стокгольме была проведена официальная церемония бракосочетания. С собой в Швецию принцесса привезла значительную часть драгоценностей, принадлежавших её бабке — императрице Жозефине. Эти драгоценности до сих пор принадлежат королевской семье Швеции. Через шесть дней после прибытия, её четвёртое имя Наполеонина было убрано, так как в народной памяти ещё была свежа война с Францией в 1813—1814 годах.
Сначала брак был довольно счастливым. Супруги разделяли любовь к искусству и вообще были похожими личностями. Неверность мужа тщательно скрывали от Жозефины. Но, в конце концов, она узнала о муже. Это сильно ранило её и она никогда больше не чувствовала себя счастливой в Швеции. В 1832 году она писала в своём дневнике, что женщина, которая должна терпеть измены мужа, должна терпеть их молча. От 1835 года началось девятилетнее отчуждение супругов, хотя они продолжали появляться вместе на публике. Отношения наладились в 1844 году, когда Оскар после смерти отца взошел на престол. Он хранил верность жене и между ними снова установилась тесная связь.
Несмотря на то, что она сама была ревностной католичкой, Жозефина согласилась воспитывать детей в лютеранской вере. Она привезла с собой католического священника и регулярно посещала мессу в личной часовне. Папа Римский дал на это своё согласие. Лютеранский клир была против, но король поддержал супругу. Отличаясь глубокой религиозностью, Жозефина всё же считала, что благотворительность — задача не только церкви, но и государства. В 1837 году на её пожертвования была выстроена церковь для католической конгрегации в Стокгольме, первая со времен Реформации. Были учреждены католические церкви в Гётеборге и Осло.

## Дети
| Имя                          | Родился         | Умер             | Примечания                                                                   |
| ---------------------------- | --------------- | ---------------- | ---------------------------------------------------------------------------- |
| Карл XV Шведский             | 3 мая 1826      | 18 сентября 1872 | Король Швеции (1859—1872). Отец Ловисы, королевы Дании.                      |
| Принц Густав                 | 18 июня 1827    | 24 сентября 1852 | Женат не был. Детей не имел. Стал известен как композитор.                   |
| Оскар II Шведский            | 18 января 1829  | 8 декабря 1907   | Король Швеции (1872—1907). Женат на Софии Нассауской . Имел четырёх сыновей. |
| Евгения Шведская             | 24 апреля 1830  | 23 апреля 1889   | Замужем не была. Детей не имела. Интересовалась искусством.                  |
| Принц Август, Герцог Даларна | 24 августа 1831 | 4 марта 1873     | Женат на Терезе Саксен-Альтенбургской. Детей не имел.                        |